# Svenbörje Gaborn

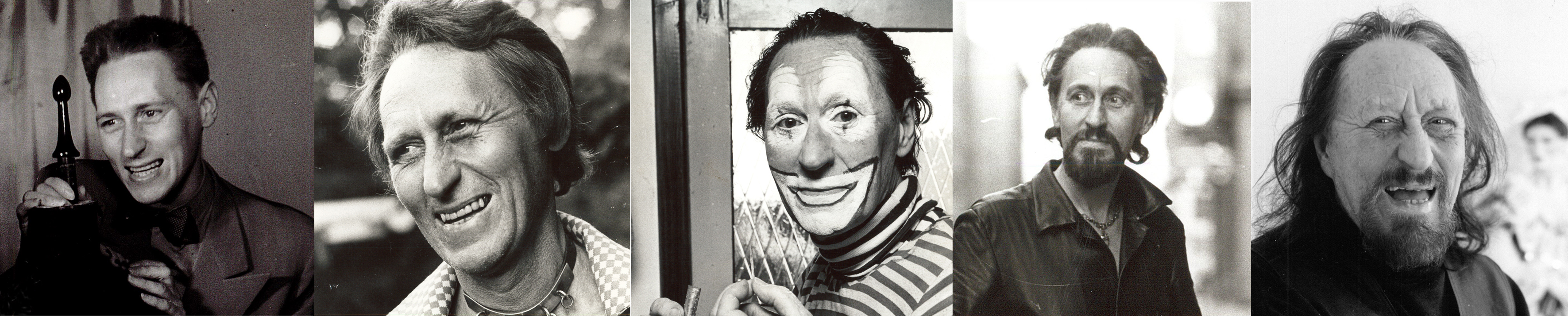
Foton av Svenbörje Gaborn från olika tider, hämtade ur hans efterlämnade pärmar. Fotografer: okända.

Svenbörje Gaborn, född Sven Börje Jönsson 31 januari 1917 i Åhus, död 18 februari 2013 i Kristianstad, var en svensk modedesigner och kostymör, verksam i över 60 år.
Han hade under 1940- och 1950-talen sin verksamhet i Stockholm, Ateljé Gaborn, som producerade såväl couture som scenkostymer. Han arbetade på 1970-talet i Köpenhamn som modedesigner, kostymör och med scenografi för teater, film och cirkus. 1983 kom han tillbaka till Sverige och började ett långt samarbete med Nöjesteatern. Arbetet för Nöjesteatern kröntes med Guldmasken för bästa kostym (Csardasfurstinnan) 1997. Efter en stroke 2003 drog han sig tillbaka som pensionär i Vinslöv, men fortsatte att sy en del kostymer samt kläder till sig själv.

## Biografi

### Uppväxten i Åhus
Gaborn var son till Anna (f. Nilsson) och Frans Jönsson. Föräldrarna skilde sig när Svenbörje var 3-4 år gammal och modern flyttade med sonen hem till sina föräldrar i Åhus. Modern stod sin son väldigt nära och hjälpte honom mycket. Hon flyttade med upp till Stockholm och drev under ett antal år Ateljé Gaborns Eftr. på Grevgatan 26. När sonen flyttade till Ekeby 1983 köpte hon ett hus i närheten och bosatte sig där.
Ett erbjudande han fått från modedesignern Edward Molyneux, att komma och arbeta för honom i Paris, satte kriget stopp för. Istället fick han 1939 morföräldrarnas hjälp att hyra en lokal på Riddargatan i Stockholm för att söka försöka slå sig fram som modedesigner där.

### Tiden i Stockholm
Lokalen han hyrde var både ateljé och bostad. En av de första åtgärderna han gjorde, för att nå framgång som modedesigner, var att byta efternamn till Gaborn.
Gaborn kom tidigt i kontakt med Ebba Falk, danskonstnär och danspedagog, och sydde scenkostymer till hennes dansuppvisningar. Även hans syssling Maritta Marke blev en nyckel till teater- och revyvärlden. I en intervju berättar han att han i all hast fått göra en hatt till en premiär på Carltonteatern, där Marke var engagerad, ”och detta ledde till ett 18 år långt samarbete med Gösta Bernhard och Stig Bergendorff” .
År 1943 hade Gaborn sin första modevisning på restaurangen Riche.

### Zarah Leander och Lilian Craig
Gaborn designade och sydde till många av den tidens svenska berömdheter - Gösta Bernhard, Tutta Rolf, Sickan Carlsson, Gunnel Broström, Git Gay med flera.
Han designade och sydde åt Zarah Leander samt följde med henne på en del turnéer. Svenbörje Gaborn designade och sydde upp kläder till Lilian Craig. Detta gjordes dock i största hemlighet eftersom hennes förhållande med prins Bertil inte var officiellt.

### Via Schweiz till Teneriffa
1960 lämnade Gaborn Sverige. Han tog sig, via Schweiz till Puerto de la Cruz på Teneriffa. Där hyrde han andra våningen i ett hus nere vid den gamla fiskehamnen. Med önskemål inspirerade av tidens prinsessbröllop skapade han brudklänningar till spanska societeten, och han skapade dräkter till den årliga karnevalen.

### Teater och cirkus i Köpenhamn
Efter nio år på Teneriffa flyttade han till Danmark. Mellan åren 1970 och 1983 arbetade han med samtliga stora teatrar i Köpenhamn utom Det Kongelige Teater. Förutom att arbeta med scenkostymer gjorde Svenbörje även scenografi och kostymer för film. I det Danske Filminstituts databas är han registrerad för kostymer i filmerna Mig og mafiaen, med bland andra Dirch Passer, samt På’en igen Amalie 1973.
Han gjorde även scenkostymerna till Brödrene Olsen till deras turné i Östtyskland och Japan 1974.  60 år gammal, startade Gaborn 1977 en ny karriär, han sydde och tog hand om scenkläderna till Cirkus Arena. Från Cirkus Arena fortsatte han som kostymansvarig och clown på den stora Cirkus Benneweis. Han var ”inkastare”, pausclown, men fick även egna nummer som clownen Gabo. 

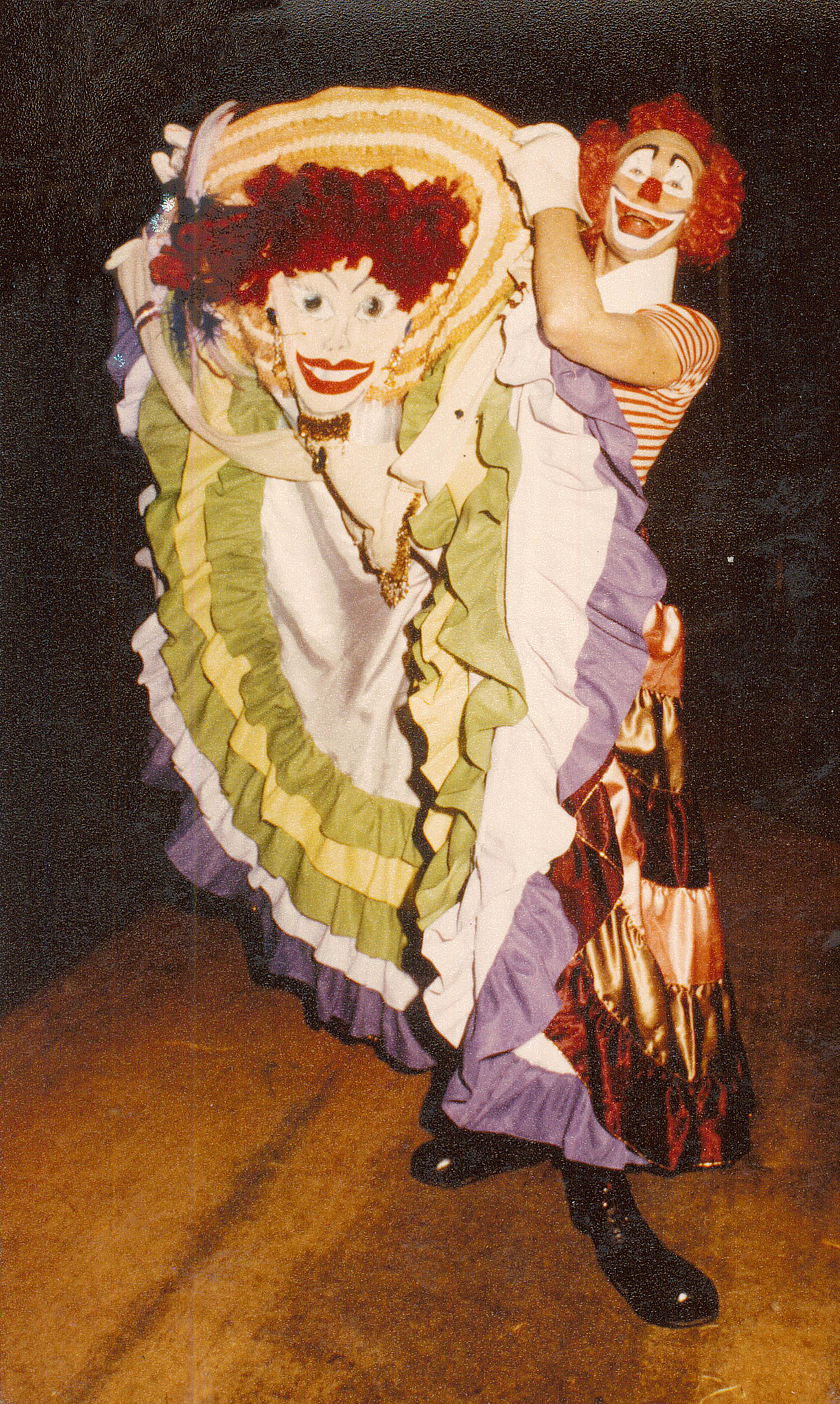
Även som clown utnyttjade Svenbörje Gaborn sin känsla för tyger för att skapa överraskning och skoj.

Även sedan han lämnat Danmark, 1983, fortsatte han en tid att arbeta som clown för Cirkus Regal.

### Tiden med Helsingborgsrevyn och Nöjesteatern
När Gaborn flyttade tillbaka till Sverige, till Ekeby utanför Helsingborg, var det med tanken att slå sig till ro som pensionär. Året var 1983 och han hade fyllt 66 år. Men i Ekeby blev det ett samarabete med Helsingborgsrevyn och Nöjesteatern.
Samarbetet med Nöjesteatern avbröts efter produktionen av Vita Hästen 1999. Därefter gjorde Gaborn kostymer till en del produktioner för Arlövsrevyn och Båstadsrevyn. År 2003 blev hans sista yrkesverksamma år. Han var då 86 år och drabbades av en stroke.

### Guldmasken

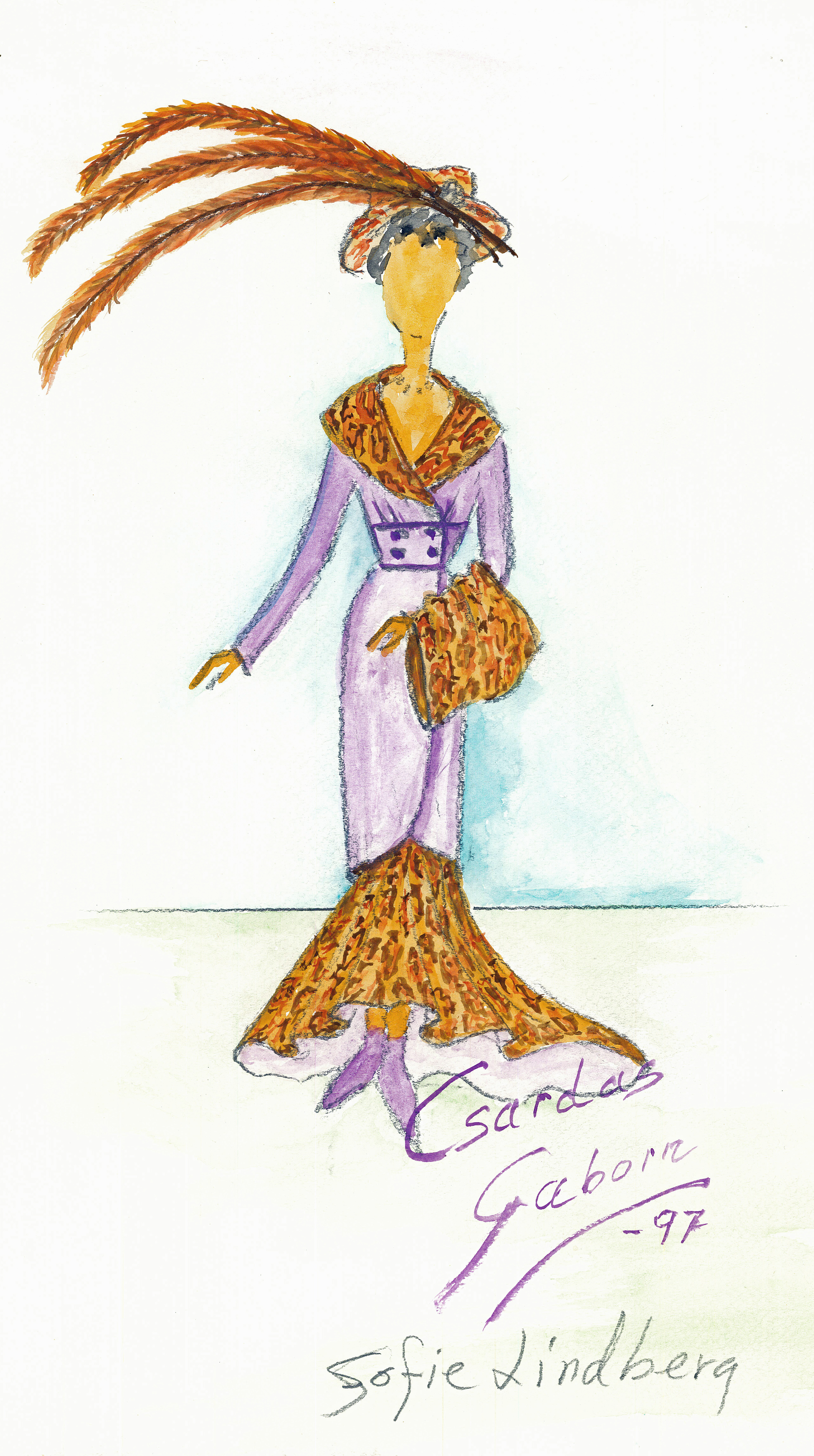
Kostym till Sofie Lindberg som Sylva Varescu, i Nöjesteaterns uppsättning av Csárdásfurstinnan 1997.

Gaborn tilldelades 1997 års Guldmasken, privatteatrarnas pris, för de kostymer han gjort till uppsättningen av Csárdásfurstinnan.

### Åren i Vinslöv och Åhus
Sommaren 2003 flyttade Gaborn till en radhuslägenhet i Vinslöv. 2012 klarade han sig inte hemma längre utan flyttade in på ett äldreboende i Åhus. Han avled 18 februari 2013 på CSK i Kristianstad, 96 år gammal.

## Familj
Gaborn var gift två gånger. Första hustrun var Iris Valerius. Äktenskapet varade mellan 1941 och 1946 och slutade i skilsmässa. På påskafton 1951 gifte Gaborn om sig, denna gång med Karin Lodin, i Sankta Maria kyrka i Åhus. Paret skilde sig 1960. I andra äktenskapet föddes dottern Jacqueline Gaborn (1951–2010).

## Teater

### Kostym (ej komplett)
| År   | Produktion                                 | Upphovsmän                                                      | Regi            | Teater               |
| ---- | ------------------------------------------ | --------------------------------------------------------------- | --------------- | -------------------- |
| 1955 | C:55, revy                                 | Stig Bergendorff och Gösta Bernhard                             | Gösta Bernhard  | Casinoteatern        |
| 1956 | Pst!, revy                                 | Stig Bergendorff och Gösta Bernhard                             | Gösta Bernhard  | Blancheteatern       |
| 1956 | ABC-Revyn 1956                             | Stig Bergendorff och Gösta Bernhard                             | Gösta Bernhard  | Folkparksturné       |
| 1956 | Pippi, you know, revy                      | Stig Bergendorff och Gösta Bernhard                             | Gösta Bernhard  | Casinoteatern        |
| 1957 | Klart annorlunda, revy                     | Gösta Bernhard och Stig Bergendorff                             | Gösta Bernhard  | Blancheteatern       |
| 1957 | ABC-Revyn 1957                             | Stig Bergendorff och Gösta Bernhard                             | Gösta Bernhard  | Folkparksturné       |
| 1957 | Maria Gyckel-piga                          | Stig Bergendorff och Gösta Bernhard                             | Gösta Bernhard  | Casinoteatern        |
| 1958 | ABC-Revyn 1958                             | Stig Bergendorff och Gösta Bernhard                             | Gösta Bernhard  | Folkparksturné       |
| 1960 | Äktenskapskarusellen The Marriage-Go-Round | Leslie Stevens Översättning Stig Bergendorff och Gösta Bernhard | Gustaf Molander | Lisebergsteatern     |
| 1995 | My Fair Lady                               | Alan Jay Lerner och Frederick Loewe Översättning Gösta Rybrant  | Claes Sylwander | Nöjesteatern         |
| 1997 | Csárdásfurstinnan Die Csárdásfürstin       | Emmerich Kálmán, Leo Stein och Béla Jenbach                     | Claes Sylwander | Nöjesteatern         |
| 2010 | Vita Hästen Im weißen Rößl                 | Ralph Benatzky, Erik Charell och Hans Müller                    | Anders Aldgård  | Gunnebo slottsteater |

## Filmografi
- 1973 – Jag och maffian
- 1973 – På'en igen Amalie